# Marvin Zeegelaar
Marvin Romeo Kwasie Zeegelaar (Amsterdam, 12 augustus 1990; achternaam bij geboorte Wijntuin) is een Nederlands voormalig profvoetballer van Surinaamse komaf die doorgaans als vleugelverdediger speelde.

## Carrière

### Ajax
Zeegelaar begon zijn voetballoopbaan bij OSV, speelde daarna voor AVV Zeeburgia. Zowel FC Volendam, Ajax als HFC Haarlem toonden interesse in de jeugdspeler. Volendam was het meest concreet. In 2006 meldde Ajax zich opnieuw voor Zeegelaar en maakte hij de overstap naar de jeugdopleiding van de Amsterdammers waar hij vleugelaanvaller werd.
In 2008 kwam hij als eerstejaars A-junior in de A2 terecht. De linksbuiten maakte al snel zijn debuut in Jong Ajax en slechts twee dagen daarna maakte hij ook zijn debuut in het eerste elftal. Op 12 november 2008 speelde hij in de derde ronde van de KNVB beker tegen FC Volendam. Deze wedstrijd ging met 1-0 verloren, in blessuretijd werd hij vervangen door Siem de Jong. Juventus FC toonde interesse in het Ajax-talent, maar na zijn debuut tekende Zeegelaar zijn eerste tweeënhalf jarig contract, welke hem tot 30 juni 2011 aan Ajax verbond. Het competitiedebuut in de Eredivisie maakte hij op 8 augustus 2009 in de thuiswedstrijd tegen RKC Waalwijk (4-1 winst). Onder Ajax trainer Martin Jol speelde Zeegelaar nog enkele wedstrijden, maar in het seizoen 2010/11 werd hij terug gezet naar Jong Ajax.

### Verhuur aan Excelsior
Op 24 januari 2011 werd zijn contract bij Ajax verlengd tot 30 juni 2012 en tevens werd hij tot het einde van het seizoen verhuurd aan Excelsior Rotterdam. Marvin Zeegelaar kreeg rugnummer 26 toegewezen. Zijn debuut maakt hij in de thuiswedstrijd tegen ADO Den Haag op 30 januari 2011. In deze wedstrijd gaf hij na dertien minuten een assist op Tim Vincken wat de 1-0 betekende. De wedstrijd ging uiteindelijk met 1-5 verloren.

### RCD Espanyol B
Op 15 juni 2011 werd bekend dat Zeegelaar naar RCD Espanyol B vertrok. Op de clubsite van Espanyol werd bekendgemaakt dat Zeegelaar in het tweede elftal van de Spaanse club ging spelen, dat uitkwam in de Tercera División Grupo 5, het vierde niveau van Spanje.

### Elazığspor
Na op proef te zijn geweest bij meerdere clubs, kreeg Zeegelaar in 2012 een contract bij Elazığspor. Gedurende het seizoen 2012/13 speelde hij negentien competitiewedstrijden voor de club. Hij kwam eenmaal als spits uit.

### Verhuur aan Blackpool FC
In het seizoen 2013/14 speelde hij tot januari 2014 op huurbasis voor Blackpool FC. Zeegelaar kwam in Engeland maar tot twee competitiewedstrijden.

### Terugkeer bij Elazığspor
Bij zijn terugkeer mocht Zeegelaar in januari direct in de basis starten voor een bekerwedstrijd tegen Galatasaray SK (1-0 winst). In de met 3-0 verloren return speelde Zeegelaar maar een helft mee. 
In het restant van het seizoen 2013/14 kwam Zeegelaar nog tot vijftien wedstrijden, waarin hij voornamelijk speelde als linkervleugelverdediger.

### Rio Ave FC
In de zomer van 2014 tekende Zeegelaar een contract tot medio 2016 bij de Portugese club Rio Ave FC. Op 21 september 2014 debuteerde hij voor Rio Ave FC. Zijn eerste seizoen bij zijn nieuwe club sloot hij af met vijfentwintig gespeelde competitiewedstrijden en een doelpunt, Rio Ave FC werd in dat seizoen tiende.

### Sporting Lissabon
In november 2015 werd bekend dat Rio Ave FC akkoord was gegaan met een bod van €400.000,- van de andere Portugese club Sporting Lissabon. In januari 2016 tekende Zeegelaar een contract tot medio 2020 bij de club uit Lissabon.

### Watford FC en Udinese
Zeegelaar tekende in augustus 2017 een contract tot medio 2021 bij Watford FC, dat circa €3.000.000,- voor hem betaalde aan Sporting Lissabon. In januari 2019 werd hij voor een half jaar verhuurd aan Udinese. Hij keerde medio 2019 terug bij Watford FC en maakte in januari 2020 definitief de overstap naar Udinese, waar hij een contract tot medio 2022 ondertekende. Nadat zijn contract afgelopen was, zat hij zonder club totdat hij in maart 2023 tot het einde van het seizoen terugkeerde bij Udinese dat personele problemen in de verdediging kende.

## Carrièrestatistieken
| Seizoen                     | Club              | Land            | Competitie       | Competitie | Competitie | Beker | Beker | Internationaal | Internationaal | Overig | Overig | Totaal | Totaal |
| Seizoen                     | Club              | Land            | Competitie       | Wed.       | Dlp.       | Wed.  | Dlp.  | Wed.           | Dlp.           | Wed.   | Dlp.   | Wed.   | Dlp.   |
| --------------------------- | ----------------- | --------------- | ---------------- | ---------- | ---------- | ----- | ----- | -------------- | -------------- | ------ | ------ | ------ | ------ |
| 2008/09                     | Ajax              | Nederland       | Eredivisie       | 0          | 0          | 1     | 0     | 0              | 0              | 0      | 0      | 1      | 0      |
| 2009/10                     | Ajax              | Nederland       | Eredivisie       | 2          | 0          | 0     | 0     | 1              | 0              | 0      | 0      | 3      | 0      |
| 2010/11                     | Ajax              | Nederland       | Eredivisie       | 2          | 0          | 0     | 0     | 0              | 0              | 0      | 0      | 2      | 0      |
| 2010/11                     | → Excelsior       | Nederland       | Eredivisie       | 12         | 0          | 0     | 0     | 0              | 0              | 0      | 0      | 12     | 0      |
| 2011/12                     | RCD Espanyol B    | Spanje          | Tercera División | 5          | 0          | 0     | 0     | 0              | 0              | 0      | 0      | 5      | 0      |
| 2012/13                     | Elazığspor        | Turkije         | Süper Lig        | 19         | 0          | 2     | 0     | 0              | 0              | 0      | 0      | 21     | 0      |
| 2013/14                     | Elazığspor        | Turkije         | Süper Lig        | 15         | 0          | 3     | 0     | 0              | 0              | 0      | 0      | 18     | 0      |
| 2013/14                     | → Blackpool FC    | Engeland        | Championship     | 2          | 0          | 0     | 0     | 0              | 0              | 0      | 0      | 2      | 0      |
| 2014/15                     | Rio Ave FC        | Portugal        | Primeira Liga    | 25         | 1          | 11    | 0     | 0              | 0              | 0      | 0      | 36     | 1      |
| 2015/16                     | Rio Ave FC        | Portugal        | Primeira Liga    | 12         | 3          | 3     | 0     | 0              | 0              | 0      | 0      | 15     | 3      |
| 2015/16                     | Sporting Lissabon | Portugal        | Primeira Liga    | 11         | 0          | 2     | 1     | 0              | 0              | 0      | 0      | 13     | 1      |
| 2016/17                     | Sporting Lissabon | Portugal        | Primeira Liga    | 20         | 0          | 1     | 0     | 5              | 0              | 0      | 0      | 26     | 0      |
| 2017/18                     | Watford FC        | Engeland        | Premier League   | 12         | 0          | 1     | 0     | 0              | 0              | 0      | 0      | 13     | 0      |
| 2018/19                     | Watford FC        | Engeland        | Premier League   | 0          | 0          | 0     | 0     | 0              | 0              | 0      | 0      | 0      | 0      |
| 2018/19                     | → Udinese Calcio  | Italië          | Serie A          | 12         | 0          | 0     | 0     | 0              | 0              | 0      | 0      | 12     | 0      |
| 2019/20                     | Udinese Calcio    | Italië          | Serie A          | 13         | 0          | 0     | 0     | 0              | 0              | 0      | 0      | 13     | 0      |
| 2020/21                     | Udinese Calcio    | Italië          | Serie A          | 24         | 1          | 1     | 0     | 0              | 0              | 0      | 0      | 25     | 1      |
| 2021/22                     | Udinese Calcio    | Italië          | Serie A          | 14         | 0          | 2     | 0     | 0              | 0              | 0      | 0      | 16     | 0      |
| Carrière totaal             | Carrière totaal   | Carrière totaal | Carrière totaal  | 200        | 5          | 27    | 1     | 6              | 0              | 0      | 0      | 233    | 6      |
| Bijgewerkt t/m 12 juli 2022 |                   |                 |                  |            |            |       |       |                |                |        |        |        |        |

## Nederlands elftal
Op vrijdag 4 november 2016 riep bondscoach Danny Blind hem voor de eerste keer op voor het Nederlands elftal. Hij maakte geen deel uit van de voorselectie die een week eerder bekend was gemaakt voor de interlands tegen België (vriendschappelijk, 9 november) en Luxemburg (WK-kwalificatie, 13 november). Tot een interland kwam het niet.